# 镇海楼 (福州)
镇海楼（平話字：Déng-hāi-lèu），古名样楼（平話字：Iông-lèu），坐落于中国福州市鼓楼区屏山顶上，原是福州城内正北的标志。过去海舶昏夜进口，都以此作为标志。

## 历史

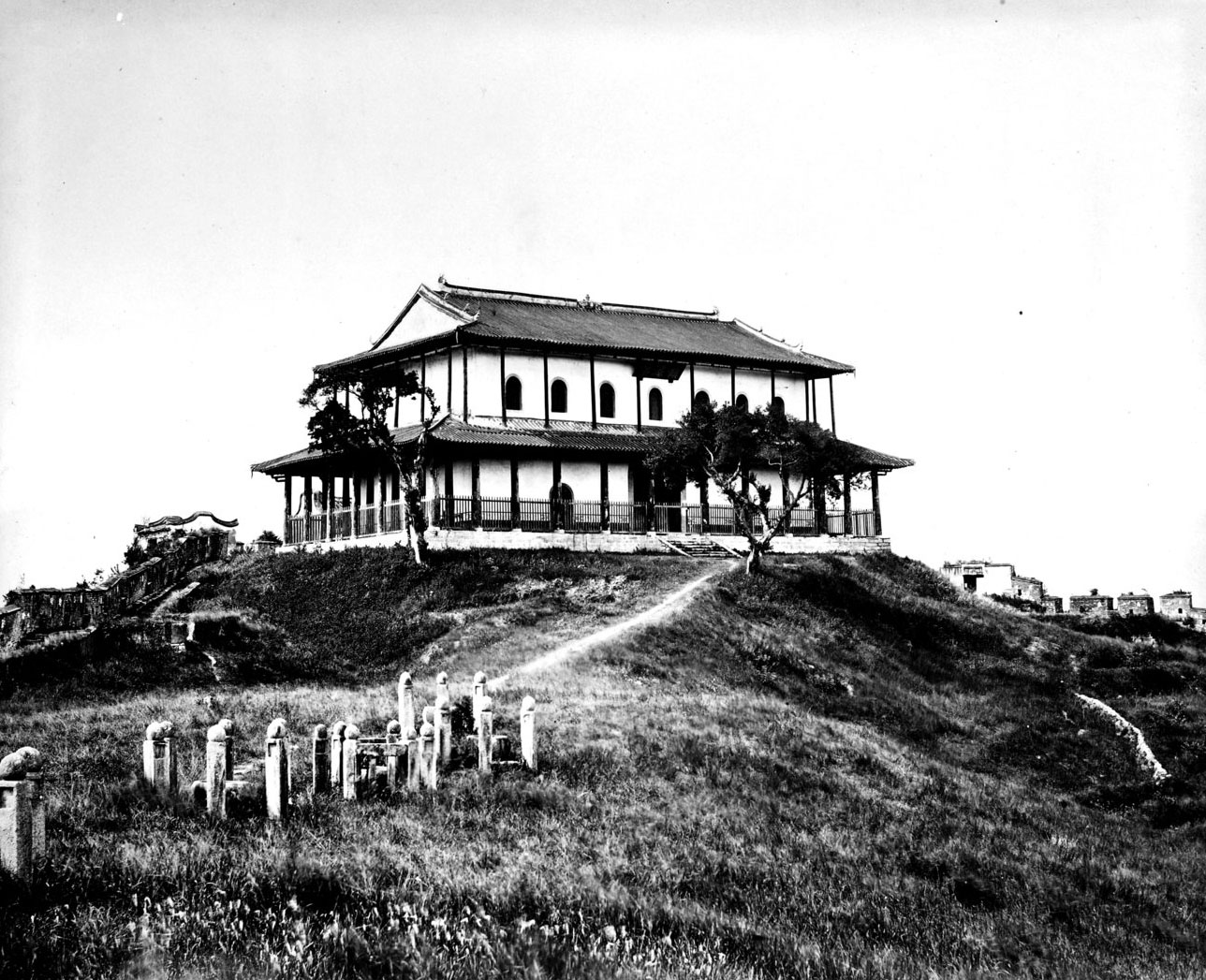
清末的镇海楼，莫理循拍摄

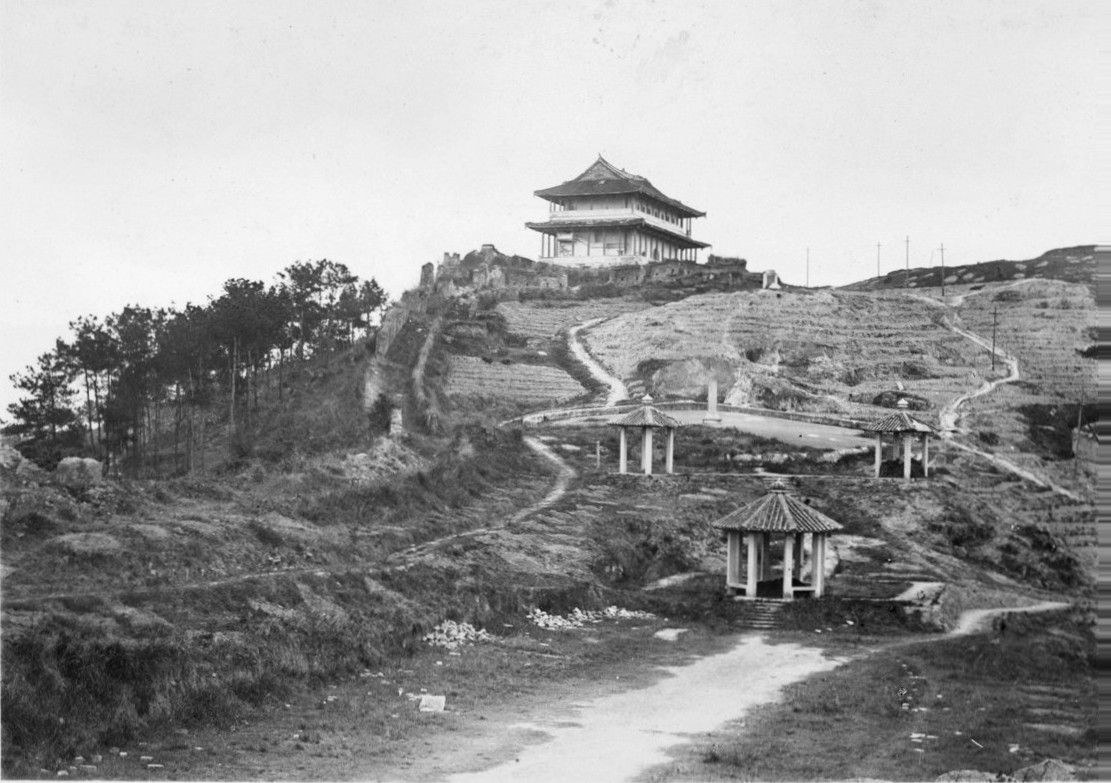
從遠處觀望镇海楼，山腳下便是七星缸

明朝洪武四年（1371年），驸马都尉王恭负责砌筑福州府城。建城时，先在屏山顶修建一座重檐歇山顶的双层城楼，高约20米，作为各城门楼建造的样本，称为样楼。样楼是当时福州最高的建筑物。当年登样楼可以远瞰闽江口乃至东海，所以又名镇海楼。楼前广场有七口石缸，排列如北斗七星，称七星缸。清乾隆六十年重修，镇海楼历史上屡经毁建。1970年代因防止成为敌机轰炸参照物而拆毁。21世纪初曾重修，并于2009年1月23日向公众开放。2019年曾重修，并于2019年6月1日开放。

## 建筑
镇海楼由基座和其上的双城城楼构成。基座矗立于海拔72.30米高的屏山峰顶，高为10.26米。最后一次重修后的楼高22.3米，面阔43.5米，进深24.5米。城楼外观为歇山顶加腰檐，城门式高台二层楼阁。主体采用钢筋混凝土结构，门窗及牛拱等均为实木，吊顶为平暗式，并与梁架之间施以弯枋、一斗三升，为典型的福州传统建筑式样。

## 七星缸

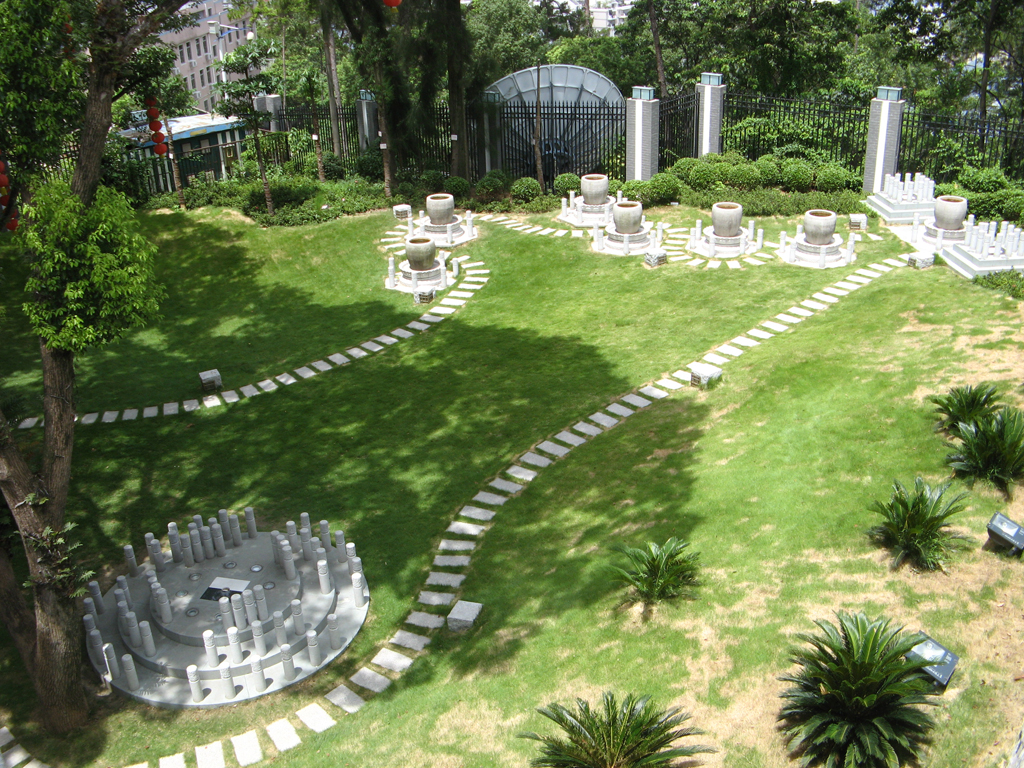
重新设立的七星缸

镇海楼的西侧，原摆着七口石缸，呈北斗七星状摆列，每口缸上圆下尖，呈陀螺状，缸口直径50厘米，缸深70多厘米，由花岗岩凿成，底部是一个莲花座，称为七星缸。斗勺盛水，意在伏火灾，喻示福州城平安吉祥。由于镇海楼在1969年底至1970年初被拆毁，仅有两口缸当时搬到华林寺而幸存，目前存于重修后的镇海楼的架空层。于2006年起的最近一次重修中于原址重新摆设了七口新凿好的大石缸，恢复原建制。

## 民间反响
由于镇海楼重建后福州地区一直没有被台风正面袭击过（注：最后一个正面袭击福州市的台风是2005年第19号台风“龙王”），民间普遍认为镇海楼在一定程度上保佑了福州地区，因此镇海楼很快在民间收到追捧。
由于福州人普遍相信镇海楼有防台风的力量，因此每当有台风来袭福州，镇海楼都会通宵亮灯。